# VH1 (América Latina)
VH1 América Latina foi um canal de música e entretenimento da América Latina (com exceção do Brasil), pertecente a MTV Networks América Latina. O canal exibia sucessos musicais dos anos 70 a 2000, além de programas relacionados a música e reality shows para um público de 25 a 44 anos. No dia 7 de outubro de 2020 o canal encerou as atividades e foi substituído pela VH1 Europa. Na América Latina durou até agosto de 2021, quando foi substituído pelo MTV 00s.

## Programas

### Realities
- Hogan Knows Best (Papá Hogan a la luch)
- The Surreal Life (La vida Surrealista)
- Las Olimpiadas de La Vida Surrealista ("The Surreal Life Fame Games")
- My Fair Brady (Mi amado Brady)
- My Fear Brady Baby (Mi Amado Brady de pronto un baby)
- new york goes to hollywood
- Celebrity Paranormal Project
- Kept
- Gene Simmons' Rock School
- El Club del Sobrepeso (Celebrity Fit Club)
- Viva Hollywood
- Old Skool with Terry & Gita
- America's Most Smartest Model (Los Mas Inteligentisimos Modelos)
- Flavor of Love (Flavor of Love)
- Flavor of Love 2
- Flavor of Love 3
- I Love New York
- I Love New York 2
- Rock of Love: Charm School ("La Escuelita de los Encantos")
- Rock Of Love
- That Metal Show
- The Price of Beauty
- RuPaul's Drag Race (RuPaul's Drag Race Primera Temporada)
- RuPaul's Drag Race 2
- Sex Rehab With Dr. Drew (Sex Rehab Con El doctor Drew)
- The Real L Word
- Audrina

### Reprises da MTV
- A Shot at Love with Tila Tequila
- From G's to Gents
- Nitro Circus
- Dirty Sanchez
- I Bet You Will
- The Ren and Stimpy Show
- Celebrity Deathmatch
- The Tom Green Show
- Aeon Flux
- Beavis and Butthead
- Stripperella
- Crank Yankers

### Documentários
- Behind The Music
- The Fabulous Life
- Famous Crime Scene
- Exposed

### Musicais
- Video Hits One
- Top 20 VH1
- Videografia
- Antes&Después
- VH1 Clásico
- Storytellers
- Neo...Música Nueva
- Sounds of the Sixties
- Old Is Cool
- Best Of